# Редактор рівнів

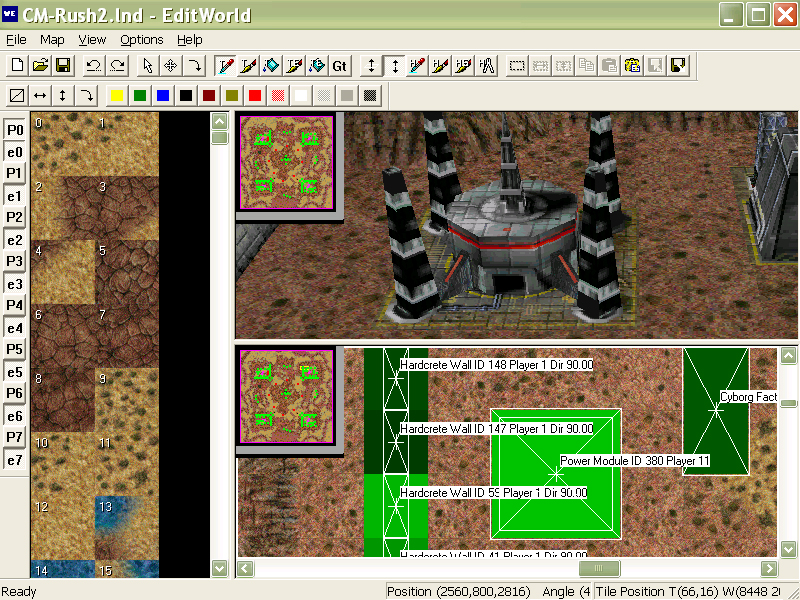
EditWorld — редактор карт Warzone 2100

Редактор рівнів (також відомий як ігровий редактор, редактор карт, кампаній або сценаріїв; англ. level editor) — прикладне програмне забезпечення для проектування і створення рівнів у комп'ютерних іграх. Редактор рівнів може бути випущений розробником гри (тоді він вважається — офіційним), а також є випадки коли спільнота фанатів гри власними силами створюють такий інструмент. Людину, яка займається створенням ігрових рівнів називають дизайнером рівнів.
Іноді редактор рівнів інтегровані в саму гру і є її невід'ємною частиною. В інших випадках (найчастіше) редактор є окремою частиною гри й навіть поставляється окремо. В цьому випадку редактор може бути як офіційний — створений розробниками гри, так і неофіційний — створений фанатами.
Редактори рівнів переважно використовується для створення рівнів лише для певного ігрового рушія. Розробка ігрового редактора займає багато часу і коштів, тому набагато вигідніше випустити кілька ігор на базі одного рушія і з тим же редактором рівнів, ніж для кожної гри створювати новий окремий редактор. 
Щоб використати у грі новий контент чи можливості (моделі, текстури, зміни у рушії), які не можна зробити за допомогою редактор рівнів, розробники, переважно випускають Software Development Kit — SDK. Для прикладу Sandbox 2 і SDK Crysis Mod SDK, розроблені компанією Crytek і яку призначені для грального рушія CryEngine 2.

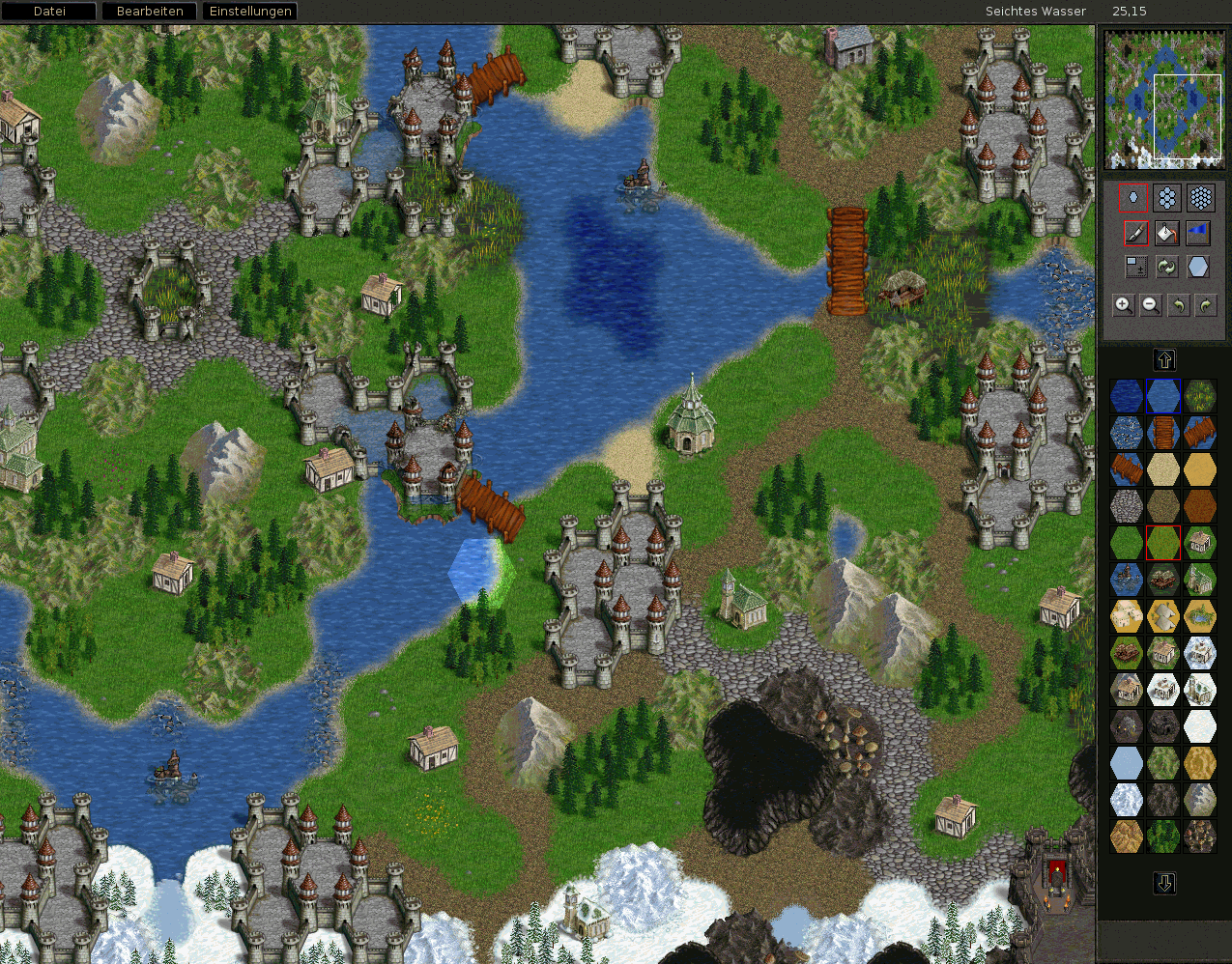
Редактор мап Battle for Wesnoth

Приклади офіційно редакторів рівнів:
- StarEdit — редактор карт для гри StarCraft, розроблений Blizzard Entertainment. Містить також власну систему написання скриптів  і редагування параметрів юнітів.
- Warcraft III World Editor — редактор рівнів для гри Warcraft III, розроблений Blizzard Entertainment. Є суттєво розширеною і новішою версією StarEdit.
- Sandbox (ігровий редактор) — редактор, розроблений компанією Crytek. Перша версія (2004 рік) була використана у грі Far Cry, а друга (2007 рік) — у Crysis.
- Crysis Mod SDK — додаткові компоненти, значно розширюють можливості редактора Sandbox 2.
- UnrealEd — редактор для серії шутерів від першої особи Unreal. Дозволяє редагувати майже всі ігрові ресурси.
- Qoole — редактор рівнів для ігор розроблених на базі рушія Quake. Підтримує Quake, Quake II, деякі їхні моди, Hexen 2[ru].
- Valve Hammer Editor — головний компонент Source SDK, який використовується для створення рівнів для ігор Portal, Portal 2, Half-Life, Half-Life 2 й всіх модифікацій та доповнень до них. Перші версії редактора створені на основі Qoole тому підтримують роботу з Quake та Quake II.
- Tomb Raider Level Editor — вперше опублікований у 2000 році компанією Core Design разом з грою Tomb Raider Chronicles. З часом істотно розвинений і доповнений як офіційно, так і фанатами.

В роки становлення індустрії відеоігор деякі ігри випускалися разом з утилітами, які називалися «Конструктор» (англ. Construction set або Construction kit). Ці конструктори можна вважати своєрідними ігровими редакторами. Деякі приклади конструкторів:
- The Elder Scrolls Construction Set
- G.E.C.K. (для серії Fallout)
- Pinball Construction Set
- Adventure Construction Set
- Shoot'Em-Up Construction Kit
- Racing Destruction Set
- SimCity Construction Kit